# Erland Pison
Erland Pison (Schoten, 4 oktober 1974) is een voormalig Belgisch politicus voor Vlaams Belang.

## Levensloop
Pison studeerde in 1999 af als licentiaat in de rechten aan de Katholieke Universiteit Leuven en behaalde in 2011 nog een master in de internationale betrekkingen aan de School of Advanced International Studies van de Amerikaanse Johns Hopkins-universiteit. Sinds 1999 is hij advocaat aan de Balie van Brussel, waarbij hij zich specialiseerde in publiekrecht, grondwettelijk recht, omgevingsrecht en eigendomsrecht. Ook was hij actief in het bedrijfsleven.
Hij werd politiek actief voor het radicaal-rechtse Vlaams Blok, de voorloper van het Vlaams Belang, en zetelde voor deze partij van 2004 tot 2009 in het Brussels Hoofdstedelijk Parlement, waar hij deel uitmaakte van de commissie Huisvesting en Stadsvernieuwing en Ruimtelijke Ordening, Stedenbouw en Grondbeleid. Vanaf 2008 was hij tevens lid van de commissie Economische Zaken, Werkgelegenheidsbeleid en Wetenschappelijk Onderzoek. In november 2004 was Pison zonder succes kandidaat om partijvoorzitter van het Vlaams Belang te worden, als uitdager van zetelend voorzitter Frank Vanhecke.
Op lokaal politiek niveau was Pison van 2006 tot 2010 gemeenteraadslid van Koekelberg. Hij verhuisde nadien naar Zoersel om privé- en professionele redenen en kwam uiteindelijk in Edegem terecht, waar hij in 2020 voorzitter werd van de lokale Vlaams Belang-afdeling.
Van 2019 tot zijn ontslag in 2022 werkte Pison opnieuw voor Vlaams Belang als parlementair assistent voor Europees Parlementslid Tom Vandendriessche. Na zijn ontslag solliciteerde hij opnieuw voor een job bij het Vlaams Belang, wat echter afgewezen werd. Pison trok daarop naar de media met de aantijging dat zijn partij zich had bezondigd aan misbruik van Europese middelen. Op basis van deze aantijgingen werd in juli 2024 een opsporingsonderzoek geopend door het federale parket. Vlaams Belang ontkende de beschuldigingen en beweerde dat Pison handelde uit rancune omwille van zijn ontslag.

## Controverse

Erland Pison leidt de Russische nationaalsocialist Roman Zentsov, leider van Soprotivlenje (Verzet), rond in het Vlaams parlement.